# ناتان آگوستینلی
ناتان جورج آگوستینلی (Nathan George Agostinelli) (۱۷ اوت ۱۹۳۰ - ۲۰ مارس ۲۰۲۴)،‏ سیاستمدار بازنشستهٔ آمریکایی، افسر ارتش، و فعال مدنی است که شهردار منچستر، ایالت کنتیکت (۱۹۶۶–۱۹۷۱) و ممیز ایالت کنتیکت (۱۹۷۱–۱۹۷۵) بوده‌است. رابرت همپتون استیل، نامزد فرمانداری از سوی حزب جمهوری‌خواه، آگوستینلی را در فهرست نامزدهای معاونت فرماندار کنتیکت قرار داد، اما آنها در انتخابات فرمانداری کنتیکت در سال ۱۹۷۴، از نامزد دموکرات، الا گراسو و معاونش، رابرت کنت کیلیان، شکست خوردند.

## زندگی و حرفه
آگوستینلی، جمهوری‌خواه و پسر مهاجری ایتالیایی، تنها فردی از منچستر است که برای منصب ایالتی انتخاب شده‌است. او تحصیلات خود را در دبیرستان منچستر، دانشگاه هارتفورد و دانشگاه کنتیکت گذراند.
آگوستینلی، پیش از انتخابات و در طی زمانی که شهردار بود، رستورانی را در منچستر اداره می‌کرد. او در جنگ کره حضور داشت، و پس از ۲۳ سال خدمت، در سال ۱۹۸۳ با درجهٔ سرتیپی از گارد ملی ارتش کنتیکت بازنشسته شد. او از سال ۱۹۷۴ تا ۱۹۹۶، رئیس بانک دولتی منچستر، از سال ۱۹۶۹ تا ۱۹۷۱، رئیس بخش شورای دولتی، و همچنین سرپرست سازمان نظام وظیفه در دورهٔ ریاست جمهوری بیل کلینتون بود. او در انتخابات ممیز ایالتی در سال ۱۹۷۰، با اختلاف حدود ۳ درصد، جولیوس کرمسکی، نامزد دموکرات از شهر نیو بریتین را با آرای ۵۳۶٬۸۷۵ در برابر ۵۲۱٬۱۷۸ رأی شکست داد. آگوستینلی به خاطر شرکت در انتخابات معاون فرماندار، تصمیم گرفت که در انتخابات مجدد ممیز ایالتی شرکت نکند. او پس از شکست در انتخابات همگانی سال ۱۹۷۴، از سیاست کناره‌گیری کرد.
آگوستینلی بیش از ۲۰ جایزهٔ خدماتی از جمله لوح تقدیر ریاست جمهوری و مدال خدمات غیرنظامی ممتاز را دریافت کرده‌است. شهر منچستر در سال ۲۰۲۱، پارک یادبود کهنه سربازان را به افتخار او، نیت آگوستینلی نامید.

## جنجال پرچم
در ۱۲ اکتبر ۱۹۷۰، رئیس‌جمهور ریچارد نیکسون از شهر هارتفورد بازدید و در هتل هیلتون سخنرانی کرد. به خاطر حضور رئیس‌جمهور، گروهی از مخالفان ضد جنگ در پارک بوشنل تظاهرات کردند. آگوستینلی که در آنجا حضور داشت، ناگهان به سمت معترضان هجوم برد، پرچم ویت‌کنگ (جنگجوی کمونیست ویتنامی) را از دست یکی از معترضین ربود و آن را روی زمین انداخت، و در حالی که پلیس تلاش می‌کرد تا جلوی درگیری را گرفته و دوربین‌های تلویزیونی فیلمبرداری می‌کردند، پرچم را لگدکوب کرد. بعد از ظهر همان روز، پلیس ۱۲ معترض در سنین ۱۶ تا ۲۴ سال را به اتهام تخطی از قانون دستگیر کرد (سیزدهمین معترض در اوایل همان روز دستگیر شده بود). ادگار بی هورتاس، ۱۸ ساله، و ویلیام تی اوبرایان، ۲۳ ساله، به خاطر افراشتن پرچم سرخ در تضاد با قانون ایالتی متهم شدند. طولی نکشید که اتهامات علیه معترضان برداشته شد. آگوستینلی هرگز دستگیر یا متهم نشد.
رئیس‌جمهور نیکسون پیش از ترک هارتفورد، به‌طور خصوصی با آگوستینلی ملاقات و از اقدام او تمجید کرد. در ۱۷ اکتبر، آگوستینلی از سوی نیکسون، لوح تقدیر ریاست جمهوری را دریافت کرد. در آن لوح اشاره‌ای به ماجرای پرچم نشده و قید شده بود که این لوح «به پاس خدمات برجسته به دیگران، در عالی‌ترین عرف و سنت آمریکایی» اعطا شده‌است. با این حال، نیکسون در نامه‌ای که به همراه لوح بود، از آگوستینلی به خاطر «اقدام شجاعانه» و «رفتار صریح و بی‌محابا» بابت گرفتن پرچم از دست معترضان تمجید کرد. آگوستینلی در زمان وقوع حادثهٔ پرچم، با درجهٔ سرگردی در گارد ملی ارتش کنتیکت خدمت می‌کرد و همچنین درگیر فعالیت‌های انتخاباتی برای ممیز ایالتی بود.
اتحادیهٔ حقوق و آزادی‌های فردی آمریکا، رفتار و اقدام آگوستینلی را محکوم کرد و آن را مظهر «بی‌توجهی کامل به قانون» دانست. ظاهراً در تمجید از اقدام آگوستینلی، او صدها تماس تلفنی و پیام از جمله پیامی از سوی شهردار مینیاپولیس دریافت کرده بود. او در انتخابات همگانی برای ممیز ایالتی پیروز شد.
در مه ۱۹۷۱، یک دادگاه قضایی فدرال، قانون ایالت کنتیکت که «حمل یا برافراشتن پرچم سرخ یا هر نماد دیگری که هدف از آن، تحریک مردم به بی‌نظمی یا نقض قانون باشد» را خلاف قانون اساسی می‌دانست، لغو کرد. آگوستینلی در واکنش به این اقدام، پیشنهاد کرد که قضات این پرونده باید تحت معاینهٔ روانپزشک قرار بگیرند. او فوراً به خاطر این اظهار نظر عذرخواهی کرد. او هرگز به خاطر ماجرای لگدکوب کردن پرچم عذرخواهی نکرد، اما در مصاحبه‌ای در سال ۱۹۸۸ اذعان داشت که واکنشش «احساسی» و بدون فکر بوده‌است. او با نگاهی به گذشته، جنگ ویتنام را «فاجعه‌بار» توصیف کرد و اظهار داشت که «رهبر، رئیس‌جمهور [نیکسون]، من را فریب داد.»